# Спалах тяжкого гострого респіраторного синдрому 2002–2004
Спалах тяжкого гострого респіраторного синдрому у 2002—2004 роках — епідемія світового масштабу, яку спричинив невідомий до того в людській циркуляції коронавірус SARS-CoV. Спалах серед людей почався в окрузі Фошань, Китай в листопаді 2002 року, на тяжкий гострий респіраторний синдром (англ. SARS або укр. ТГРС) захворіло більш ніж 8000 людей і померло 774 особи у всьому світі.

## Спалахи за країною і регіонами
| Країна чи регіон            | Хворі | Померло | Летальність (%) |  |
| --------------------------- | ----- | ------- | --------------- |  |
| КНР                         | 5327  | 349     | 6,6             |  |
| Гонконг                     | 1755  | 299     | 17,0            |  |
| Тайвань                     | 346   | 73      | 21,1            |  |
| Канада                      | 251   | 43      | 17,1            |  |
| Сінгапур                    | 238   | 33      | 13,9            |  |
| В'єтнам                     | 63    | 5       | 7,9             |  |
| США                         | 27    | 0       | 0               |  |
| Філіппіни                   | 14    | 2       | 14,3            |  |
| Таїланд                     | 9     | 2       | 22,2            |  |
| Німеччина                   | 9     | 0       | 0               |  |
| Монголія                    | 9     | 0       | 0               |  |
| Франція                     | 7     | 1       | 14,3            |  |
| Австралія                   | 6     | 0       | 0               |  |
| Малайзія                    | 5     | 2       | 40,0            |  |
| Швеція                      | 5     | 0       | 0               |  |
| Велика Британія             | 4     | 0       | 0               |  |
| Італія                      | 4     | 0       | 0               |  |
| Індія                       | 3     | 0       | 0               |  |
| Південна Корея              | 3     | 0       | 0               |  |
| Індонезія                   | 2     | 0       | 0               |  |
| ПАР                         | 1     | 1       | 100,0           |  |
| Кувейт                      | 1     | 0       | 0               |  |
| Ірландія                    | 1     | 0       | 0               |  |
| Макао                       | 1     | 0       | 0               |  |
| Нова Зеландія               | 1     | 0       | 0               |  |
| Румунія                     | 1     | 0       | 0               |  |
| Росія                       | 1     | 0       | 0               |  |
| Іспанія                     | 1     | 0       | 0               |  |
| Швейцарія                   | 1     | 0       | 0               |  |
| Всього без урахування Китаю | 2769  | 454     | 16,4            |  |
| 29 територій                | 8096  | 774     | 9,6             |  |
|                             |       |         |                 |  |

## Клінічні прояви
Цей коронавірус спричинює тяжкий гострий респіраторний синдром, при цьому уражаються органи дихання та, у тяжких випадках, виникає атипова пневмонія.

## Подальший статус
У травні 2005 року Джим Ярдлі з New York Times написав:
|  | Не було зафіксовано жодного випадку тяжкого гострого респіраторного синдрому в цьому [2005] році або в кінці 2004 року. Це перша зима без випадків після початкової спалаху в кінці 2002 року. Крім того, епідемічний штам від SARS, який спричинив щонайменше 774 смертей у всьому світі до червня 2003 року, з тих пір не спостерігався поза лабораторією. Оригінальний текст (англ.) Not a single case of the severe acute respiratory syndrome has been reported this year [2005] or in late 2004. It is the first winter without a case since the initial outbreak in late 2002. In addition, the epidemic strain of SARS that caused at least 774 deaths worldwide by June 2003 has not been seen outside of a laboratory since then. |